# آرثر لونش
آرثر لونش (بالإنجليزية: Arthur Alfred Lynch)‏ هو مهندس ومهندس مدني وسياسي جنوب أفريقي، ولد في 16 أكتوبر 1861، وتوفي في 25 مارس 1934.

## مناصب
- في الانتخابات الفرعية في مجلس العموم البريطاني [الإنجليزية]‏، انتخب عضو برلمان المملكة المتحدة الـ27 عن دائرة Galway Borough (UK Parliament constituency) [الإنجليزية]‏ (21 نوفمبر 1901 – 2 مارس 1902).
- في الانتخابات الفرعية في مجلس العموم البريطاني [الإنجليزية]‏، انتخب عضو برلمان المملكة المتحدة الـ28 عن دائرة West Clare (UK Parliament constituency) [الإنجليزية]‏ (3 سبتمبر 1909 – 10 يناير 1910).
- في الانتخابات العمومية البريطانية في يناير 1910 [الإنجليزية]‏، انتخب عضو برلمان المملكة المتحدة الـ29 عن دائرة West Clare (UK Parliament constituency) [الإنجليزية]‏ (15 يناير 1910 – 28 نوفمبر 1910).
- في الانتخابات العمومية البريطانية في ديسمبر 1910 [الإنجليزية]‏، انتخب عضو برلمان المملكة المتحدة الـ30 عن دائرة West Clare (UK Parliament constituency) [الإنجليزية]‏ (3 ديسمبر 1910 – 25 نوفمبر 1918).